# Milieurechtvaardigheid
Milieurechtvaardigheid, in de Engelstalige literatuur vaak gerefereerd als environmental justice, environmental equity of environmental racism, behandelt de ruimtelijke distributie van voor- en nadelen als gevolg van het menselijke leefklimaat. De Environmental Protection Agency (EPA), het onafhankelijke Amerikaanse agentschap ter bescherming van volksgezondheid en milieu, definieert milieurechtvaardigheid als the fair treatment and meaningful involvement of all people regardless of race, ethnicity, income, national origin or educational level with respect to the development, implementation, and enforcement of environmental laws, regulations, and policies. 
In studies over milieurechtvaardigheid komen bovendien vaak woorden als "nadeel" en "gevaar" voor. Het gaat dan vooral om de patronen van blootstelling aan gevaren en de manier waarop de overheid en samenleving dit proberen aan te pakken. ‘Gevaren’ moet hier in de breedste zin van het woord worden gelezen: het kan gaan om fysieke gevaren, maar ook om door mensen veroorzaakte gevaren zoals gevaarlijk afval en verontreinigende stoffen. Door bestudering van deze patronen wordt er een verklaring gezocht naar ras, etniciteit, sociale klasse, geslacht of leeftijd.

## Geschiedenis en scope
In de jaren tachtig werd de term 'environmental justice' (EJ) voor het eerst gebruikt in de strijd tegen het overmatig dumpen van giftig afval in stedelijke of voorstedelijke Afro-Amerikaanse gebieden, wat een sociale beweging op gang bracht. In 1982 mobiliseerden Afro-Amerikanen een nationaal, breed opgezet sit-in protest tegen PCB-stortplaatsen in Warren County, North Carolina. Meer dan 500 milieuactivisten en burgerrechtenactivisten werden gearresteerd uit protest tegen de mislukte poging om de bouw stil te leggen. Deze gebeurtenis wordt algemeen beschouwd als de katalysator van de milieurechtvaardigheidsbeweging. Al in 1991 begon een nationale en internationale beweging van alle mensen van kleur tegen de vernietiging en plundering van land en gemeenschappen tijdens de People of Colour Environmental Leadership Summit in Washington DC Vervolgens werd in 1992 het Deep South Center for Environmental Justice opgericht aan de Xavier University van Louisiana, tevens het eerste EJ-centrum in de Verenigde Staten. De PCB-stortplaats van Warren County werd in 2001 gesaneerd. De stortplaatsgemeenschap ontvangt staats- en federale middelen om PCB-stortplaatsen te saneren en een door de gemeenschap gestuurde economische ontwikkelingsstrategie te ontwikkelen.